# Center for Science in the Public Interest

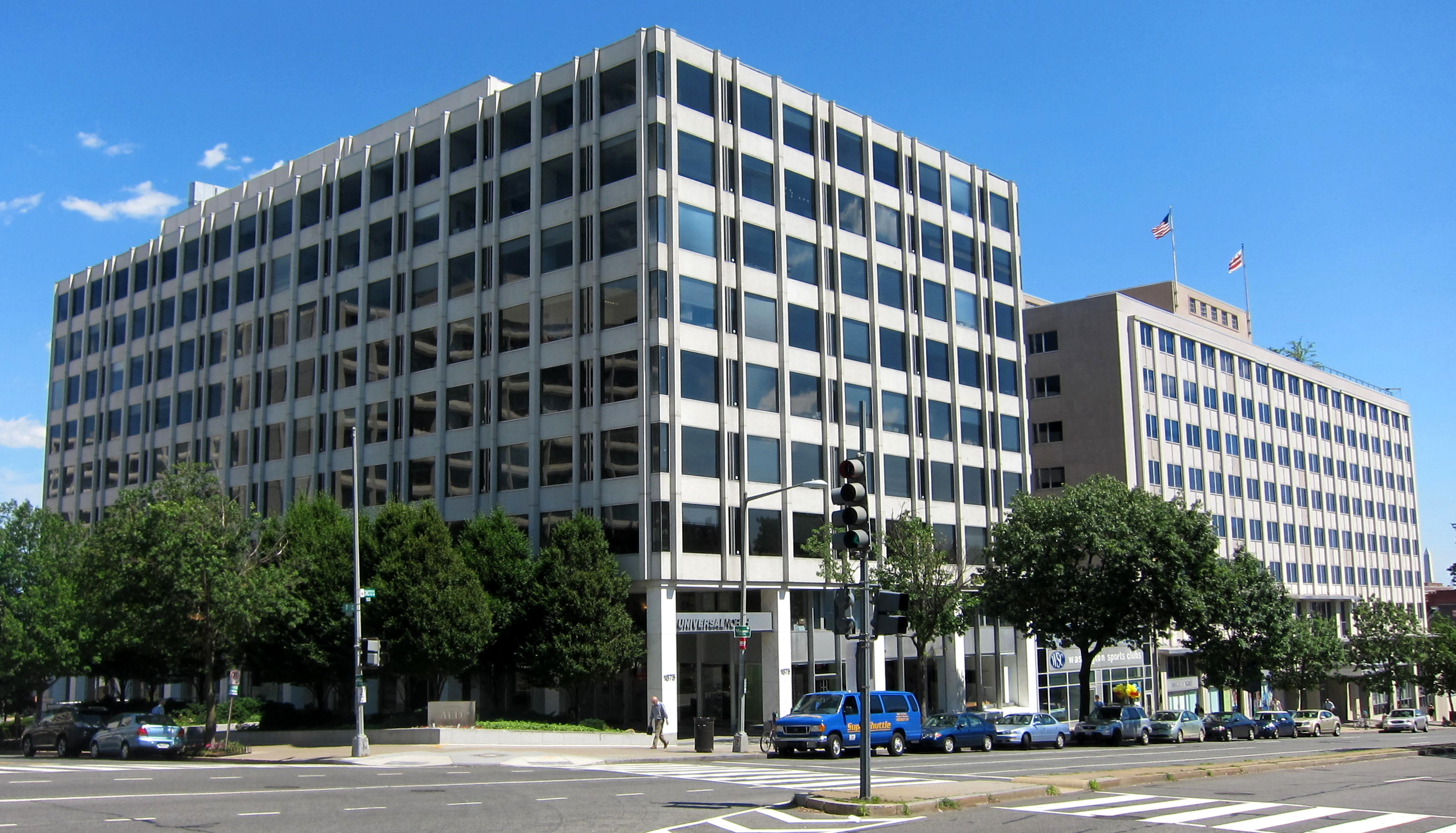
CSPI-Hauptquartier

Das Center for Science in the Public Interest (CSPI) ist eine Verbraucherorganisation mit Sitz in Washington, D.C.; ihr Schwerpunkt ist Aufklärung über Ernährung.

## Geschichte
Leiter ist Michael F. Jacobson, der die Gruppe 1971 gemeinsam mit James Sullivan und Albert Fritsch gründete. Alle Wissenschaftler stammen aus Ralph Naders Center for the Study of Responsive Law. Anfangs kümmerte sich das CSPI auch um Umwelt-Themen und Atomkraft. Nach dem Weggang von Fritsch und Sullivan 1977 konzentrierte sich das CSPI ausschließlich auf Ernährungsthemen und Lebensmittelsicherheit.
Das jährliche Budget beträgt etwa $17 Millionen; 5 bis 10 Prozent davon sind Zuwendungen privater Stiftungen. Haupteinnahmequelle des CSPI ist der Nutrition Action Health Letter, der rund 900.000 Abonnenten hat und keine Unternehmenswerbung enthält.